# Pierre Cahuzac
Pierre Cahuzac (Saint-Pons, 3 luglio 1927 – Lavaur, 31 agosto 2003) è stato un calciatore e allenatore di calcio francese.

## Carriera

### Calciatore
Pierre Cahuzac entrò nel mondo del calcio come calciatore, nel ruolo di centrocampista. Militò tra il 1951 e il 1961 nel Béziers, nel Tolosa e nel Gazélec Ajaccio, collezionando nel 1957 due presenze in nazionale maggiore.

### Allenatore
Ritiratosi dal calcio giocato nel 1961, Cahuzac iniziò la carriera di allenatore nel Gazélec Ajaccio, che allenò fino al 1971, anno in cui passò sulla panchina del Bastia.
Nel suo anno d'esordio sulla panchina del Bastia, Cahuzac guidò la squadra verso la finale di Coppa di Francia, persa contro l'Olympique Marsiglia; pochi mesi dopo conquistò la Supercoppa di Francia ai danni dello stesso avversario, regalando il primo trofeo nazionale al club còrso. Nella stagione 1976-1977 Cahuzac condusse invece la squadra còrsa al terzo posto finale in campionato, valevole per l'accesso alla Coppa UEFA. Nella competizione europea il Bastia arrivò in seguito fino alla finale, persa nella gara di ritorno contro il PSV. Al termine della stagione 1978-1979 Cahuzac lasciò il Bastia per allenare il Tolosa, allora militante in Division 2. Con il TFC Cahuzac ottenne una promozione in massima serie al termine della stagione 1981-1982. L'ultima squadra allenata da Cahuzac prima del suo ritiro, avvenuto nel 1985, è stata l'Olympique Marsiglia, con cui vinse la Division 2.
Alla sua morte, avvenuta il 31 agosto 2003, gli fu intitolata la tribuna ovest dello stadio Armand Cesari di Furiani. Suo nipote, Yannick Cahuzac, è stato capitano del Bastia.

## Statistiche

### Presenze e reti in nazionale
| Cronologia completa delle presenze e delle reti in nazionale ― Francia | Cronologia completa delle presenze e delle reti in nazionale ― Francia | Cronologia completa delle presenze e delle reti in nazionale ― Francia | Cronologia completa delle presenze e delle reti in nazionale ― Francia | Cronologia completa delle presenze e delle reti in nazionale ― Francia | Cronologia completa delle presenze e delle reti in nazionale ― Francia | Cronologia completa delle presenze e delle reti in nazionale ― Francia | Cronologia completa delle presenze e delle reti in nazionale ― Francia |
| Data                                                                   | Città                                                                  | In casa                                                                | Risultato                                                              | Ospiti                                                                 | Competizione                                                           | Reti                                                                   | Note                                                                   |
| ---------------------------------------------------------------------- | ---------------------------------------------------------------------- | ---------------------------------------------------------------------- | ---------------------------------------------------------------------- | ---------------------------------------------------------------------- | ---------------------------------------------------------------------- | ---------------------------------------------------------------------- | ---------------------------------------------------------------------- |
| 06/10/1957                                                             | Budapest                                                               | Ungheria                                                               | 2 – 0                                                                  | Francia                                                                | Amichevole                                                             | -                                                                      |                                                                        |
| 25/12/1957                                                             | Parigi                                                                 | Francia                                                                | 2 – 2                                                                  | Bulgaria                                                               | Amichevole                                                             | -                                                                      |                                                                        |
| Totale                                                                 |                                                                        | Presenze                                                               | 2                                                                      |                                                                        | Reti                                                                   | -                                                                      |                                                                        |

## Palmarès

### Giocatore

#### Competizioni nazionali
- Coppa di Francia: 1

Tolosa: 1956-1957
- Campionato francese di seconda divisione: 1

Tolosa: 1952-1953

### Allenatore

#### Competizioni nazionali
- Campionato francese di seconda divisione: 2

Tolosa: 1981-1982
Olympique Marsiglia: 1984-1985
- Supercoppa francese: 1

Bastia: 1972

#### Individuale
- Allenatore francese dell'anno: 2

1974, 1977